# ポール・フスコ
ポール・フスコ（Paul Fusco、1930年1月29日 - 2020年7月15日）は、アメリカの写真家。

## 経歴
- マサチューセッツ州レミンスター生まれ。
- 1951年から3年間写真家としてアメリカ陸軍通信隊に所属。
- 1957年、オハイオ大学でフォトジャーナリズムの学士号を取得。
- 1957年～1971年　「ルック」誌専属写真家。
- 1974年　マグナム・フォトの正会員。
- 1970年代 4冊の写真集を出版、一躍名声を得た。のち国内外各地で個展・展覧会。
- 2000年　1968年のロバート・ケネディの遺体を運ぶ列車の中から沿道の人々を撮影した写真集を編纂。2010年、東京都写真美術館で展示された。
- メキシコのサパティスタ民族解放軍、エイズ問題、チェルノブイリ原子力発電所事故の後遺症問題などに取り組む[2]。
- 2020年　亡くなる。

## 著作
- Paul Fusco: RFK, Aperture, USA, 2008 ISBN 978-1597110792
- 『チェルノブイリの後遺症』Chernobyl Legacy, de.Mo, USA, 2001 (view images here) ISBN 978-0970576804
- 『ロバート・F・ケネディの葬送列車』RFK Funeral Train, Umbrage/Magnum USA, 2000 (view images here) ISBN 978-1884167058
- Marina & Ruby: Training a Filly with Love, William Morrow, USA, 1977 ISBN 978-0688032296
- The Photo Essay: Paul Fusco & Will McBride, Crowell, USA, 1974 ASIN B001IOV0RE
- What to Do Until the Messiah Comes, Collier, USA, 1971 ASIN B000JJY6KW
- La Causa: The California Grape Strike, Collier, USA, 1970 ASIN B000M4HM3W
- Sense Relaxation: Below the Mind, Collier, USA, 1968 ISBN 978-0671786281